# Unione Sportiva Lecce 1931-1932
Questa voce raccoglie le informazioni riguardanti l'Unione Sportiva Lecce nelle competizioni ufficiali della stagione 1931-1932.

## Stagione
Il Lecce partecipò alla Serie B 1931-1932 classificandosi al diciassettesimo e penultimo posto con 20 punti. Retrocesso in Prima Divisione, ma non iscritto successivamente, venne radiato dai ruoli federali.

## Rosa
| N. |                   | Ruolo | Calciatore        |
| -- | ----------------- | ----- | ----------------- |
|    | Italia (bandiera) | P     | Giordano Picciga  |
|    | Italia (bandiera) | P     | Gustavo Varola    |
|    | Italia (bandiera) |       | Ugo Conti         |
|    | Italia (bandiera) |       | Francesco Cosma   |
|    | Italia (bandiera) |       | Luchena           |
|    | Italia (bandiera) |       | Moretti           |
|    | Italia (bandiera) |       | Italo Paterno     |
|    | Italia (bandiera) | D     | Bartoli           |
|    | Italia (bandiera) | D     | Freschi           |
|    | Italia (bandiera) | D     | Guido Gianfardoni |
|    | Italia (bandiera) | D     | Pierino Lavè      |
|    | Italia (bandiera) | C     | Riccardo Mottola  |
|    | Italia (bandiera) | C     | Armando Preti     |

| N. |                   | Ruolo | Calciatore         |
| -- | ----------------- | ----- | ------------------ |
|    | Italia (bandiera) | C     | Ugo Starace        |
|    | Italia (bandiera) | C     | Oscar Varola       |
|    | Italia (bandiera) | A     | Corrado Biasotto   |
|    | Italia (bandiera) | A     | Giovanni Degni     |
|    | Italia (bandiera) | A     | Domenico Locatelli |
|    | Italia (bandiera) | A     | Tommaso Bisanti    |
|    | Italia (bandiera) | A     | Bruno Montelatici  |
|    | Italia (bandiera) | A     | Piero Pampaloni    |
|    | Italia (bandiera) | A     | Giorgio Pitacco    |
|    | Italia (bandiera) | A     | Giuseppe Rizza     |
|    | Italia (bandiera) | A     | Bruno Scher        |
|    | Italia (bandiera) | A     | Eliano Tana        |

La squadra fu sciolta dalla FIGC a fine campionato.

## Risultati

### Campionato

#### Girone di andata
| Arbitro: | Salvagno (Trieste) |

|                        |           |           |
| Foni 32’ Perazzolo 54’ | Marcatori | 60’ Preti |

| Arbitro: | Corradini (Bologna) |

|                              |           |  |
| Andreoli 10’, 24’ Maurin 37’ | Marcatori |  |

| Arbitro: | Pessato (Monfalcone) |

|                        |           |              |
| Giuge 52’ Vallotto 62’ | Marcatori | 6’ Locatelli |

| Arbitro: | Zorzi (Venezia) |

|           |           |  |
| Rizza 82’ | Marcatori |  |

| Arbitro: | Romano (Castellammare di Stabia) |

|                                  |           |                        |
| Montelatici 38’, 85’ Freschi 70’ | Marcatori | 8’ Romano 75’ Preziati |

| Udine 25 ottobre 1931 6ª giornata | Udinese             | 0 – 0 referto | Lecce | Stadio Moretti\| Arbitro: \| Corradini (Bologna) \| |
| Arbitro:                          | Corradini (Bologna) |               |       |                                                     |

| Arbitro: | Canetta (Alessandria) |

|                                            |           |  |
| Rigotti 12’, 72’ Simonetti 56’ Mazzoli 85’ | Marcatori |  |

| Arbitro: | De Crescenzo (Napoli) |

|                  |           |             |
| Preti 81’ (rig.) | Marcatori | 78’ Ghidoni |

| Arbitro: | Sassi (Roma) |

|  |           |                           |
|  | Marcatori | 10’ Vignozzi 11’ Corsetti |

| Arbitro: | Simonotti (Novi Ligure) |

|                         |           |  |
| Barisone 16’ Sanero 31’ | Marcatori |  |

| Arbitro: | Carletti (Trieste) |

|             |           |  |
| Dossena 19’ | Marcatori |  |

| Arbitro: | Mione (Pistoia) |

|                           |           |               |
| Rizza 5’ Coppo 33’ (aut.) | Marcatori | 13’ Buscaglia |

| Arbitro: | Borghetti (Ancona) |

|              |           |  |
| Biasotto 32’ | Marcatori |  |

| Cagliari 3 gennaio 1932 14ª giornata | Cagliari                | 0 – 0 referto | Lecce | Stadio Comunale Via Pola\| Arbitro: \| Mazza (Torre del Greco) \| |
| Arbitro:                             | Mazza (Torre del Greco) |               |       |                                                                   |

| Arbitro: | Bertiato (Venezia) |

|                                              |           |  |
| E. Civinini 22’, 74’ Innocenti 75’ Chiti 78’ | Marcatori |  |

| Arbitro: | Scorzoni (Bologna) |

|                  |           |                          |
| Preti 85’ (rig.) | Marcatori | 26’ Ruffino 63’ Banchero |

| Arbitro: | Zorzi (Venezia) |

|                 |           |                  |
| Gruden 21’, 84’ | Marcatori | 61’ (rig.) Preti |

#### Girone di ritorno
| Arbitro: | Turbiani (Ferrara) |

|  |           |               |
|  | Marcatori | 1’ G. Gravisi |

| Arbitro: | Omodei Zorini (Novara) |

|                            |           |  |
| Pampaloni 46’ Biasotto 89’ | Marcatori |  |

| Arbitro: | Gamba (Napoli) |

|              |           |  |
| Biasotto 55’ | Marcatori |  |

| Novara 28 febbraio 1932 21ª giornata | Novara         | 0 – 0 referto | Lecce | Stadio del Littorio\| Arbitro: \| Giulini (Lodi) \| |
| Arbitro:                             | Giulini (Lodi) |               |       |                                                     |

| Arbitro: | Scarpi (Dolo) |

|                      |           |  |
| Nasoni 7’ Sacchi 15’ | Marcatori |  |

| Arbitro: | Dattilo (Roma) |

|                         |           |               |
| Pampaloni 15’ Scher 58’ | Marcatori | 14’ D'Odorico |

| Arbitro: | Bartolini (Pisa) |

|                                         |           |  |
| Gianfardoni 16’, 19’ Pampaloni 36’, 90’ | Marcatori |  |

| Arbitro: | Biancone (Roma) |

|                           |           |  |
| Girino 30’ Marianetti 68’ | Marcatori |  |

| Arbitro: | Brunelli (Bologna) |

|                                   |           |  |
| Miniati 1’, 31’, 80’ Corsetti 20’ | Marcatori |  |

| Lecce 24 aprile 1932 27ª giornata | Lecce              | 0 – 0 referto | Atalanta | Stadio Achille Starace\| Arbitro: \| Ferorelli (Napoli) \| |
| Arbitro:                          | Ferorelli (Napoli) |               |          |                                                            |

| Arbitro: | Scorzoni (Bologna) |

|              |           |             |
| Biasotto 30’ | Marcatori | 65’ Trovati |

| Arbitro: | Monti (Senigallia) |

|                                   |           |  |
| Antona 35’ Azzimonti 46’ Sala 75’ | Marcatori |  |

| Parma 22 maggio 1932 30ª giornata | Parma                 | 0 – 0 referto | Lecce | Stadio Ennio Tardini\| Arbitro: \| Canetta (Alessandria) \| |
| Arbitro:                          | Canetta (Alessandria) |               |       |                                                             |

| 26 maggio 1932 31ª giornata | Lecce | 0 – 2 a tavolino referto | Cagliari |  |

| Lecce 29 maggio 1932 32ª giornata | Lecce | 0 – 2 referto | Pistoiese | Stadio Achille Starace |

| Arbitro: | Uccello (Napoli) |

|                                     |           |              |
| Radice 18’ (rig.), 48’ Banchero 29’ | Marcatori | 8’ Locatelli |

| Lecce 12 giugno 1932 34ª giornata | Lecce | 0 – 2 referto | Legnano | Stadio Achille Starace |

## Statistiche

### Statistiche di squadra
| Competizione | Punti   | In casa | In casa | In casa | In casa | In casa | In casa | In trasferta | In trasferta | In trasferta | In trasferta | In trasferta | In trasferta | Totale | Totale | Totale | Totale | Totale | Totale | DR  |
| Competizione | Punti   | G       | V       | N       | P       | Gf      | Gs      | G            | V            | N            | P            | Gf           | Gs           | G      | V      | N      | P      | Gf     | Gs     | DR  |
| ------------ | ------- | ------- | ------- | ------- | ------- | ------- | ------- | ------------ | ------------ | ------------ | ------------ | ------------ | ------------ | ------ | ------ | ------ | ------ | ------ | ------ | --- |
| Serie B      | 20 (−3) | 17      | 8       | 3       | 6       | 19      | 17      | 17           | 0            | 4            | 13           | 4            | 34           | 34     | 8      | 7      | 19     | 23     | 51     | −28 |